# 卡姆登 (緬因州普查規定居民點)
卡姆登（英語：Camden）是位於美國緬因州諾克斯縣的一個普查規定居民點。

## 人口
根據2020年美國人口普查的數據，卡姆登的面積為9.76平方千米，當中陸地面積為9.75平方千米，而水域面積為0.01平方千米。當地共有人口3850人，而人口密度為每平方千米394.47人。